# Rodrigo da Câmara
D. Rodrigo da Câmara (Lisboa, 1594 — Sagres, 30 de abril de 1672), 3.º conde de Vila Franca, membro da família Gonçalves da Câmara. Era filho primogénito de D. Manuel da Câmara, tendo-lhe sucedido como 9.º capitão do donatário da ilha de São Miguel (sendo o sétimo da família a exercer o cargo).

## Biografia
Destinado à carreira das armas, partira em 1612 para Ceuta, onde permaneceu cerca de dois anos. Regressado a Portugal, casou com D. Maria de Faro, filha do Conde de Vimioso e neta de D. Francisco de Faro, sobrinho de Filipe II de Espanha. Tinha 25 anos à data da morte de seu pai, altura em que lhe sucedeu no cargo de capitão do donatário da ilha de São Miguel.
Passou a frequentar a corte de Madrid, acompanhando os reis em diversas deslocações em Espanha, e fazendo uma vida de grande luxo. Tinha veador, secretário, camareiros, copeiros, escudeiros, pajens, lacaios e escudeiros.
Por ordem real, em 1624 estabeleceu-se com toda esta corte em Ponta Delgada, mas falecendo-lhe a esposa regressou à corte em 1626. Voltou a casar a 1 de Junho de 1628 com D. Maria Coutinho, filha do Conde da Vidigueira e dama da rainha, tendo como padrinhos os reis de Espanha, assistindo toda a corte.
O rei concede-lhe então o título de Conde de Vila Franca para ele e seus descendentes, já que até então a sua atribuição era apenas feita por uma vida.
Fixando-se em Lisboa, em 1629 nasce-lhe uma filha e em 1630 o filho primogénito D. Manuel Luís. Nesse ano vai para Ponta Delgada, deixando a família em Lisboa. Coordenou o socorro e a reconstrução na sequência da grande erupção das Furnas de Setembro de 1630.
Por esta altura começam a surgir rumores que apontam o conde como bissexual, já que, para além de ser surpreendido na cela de uma freira do convento da Esperança, era sabido que mantinha relacionamento homossexual com os seus pajens e escudeiros.
Havendo denúncia para a corte de Madrid, partiu para aquela cidade, onde a grande custo se livrou. Devido ao escândalo, apenas regressou a São Miguel em 1639 e mesmo assim por imposição real.
Regressado a São Miguel, regressam os escândalos, com rumores de sodomia e relacionamento com freiras. Estava o conde em São Miguel quando se dá a Restauração, recebendo notícia da aclamação de D. João IV em meados de janeiro de 1641.
Assumindo uma posição dúbia, só acede a aclamar o novo rei quando ele já estava seguro no trono e já só o Castelo do Monte Brasil resistia. Então, perante uma carta régia de 6 de Abril de 1641, a ele pessoalmente dirigida, que lhe ordenava a aclamação, acede.
Assegurado que seria bem recebido na corte, parte para Lisboa em Agosto de 1642. 
Passou a fazer vida na corte, foi provedor da Santa Casa da Misericórdia de Lisboa (1644).
Em 1646 comandou uma companhia no Alentejo durante a Guerra da Restauração.
Ao longo deste tempo manteve a sua homossexualidade, criando um rasto de escândalos que só a sua alta jerarquia lhe permitia abafar. Em 1648 regressou a Ponta Delgada, instalando-se no paço com o seu habitual estadão. Entre o pessoal estavam vários pajens, com idades compreendidas entre os 10 e os 24 anos, que dormiam alternadamente num quarto adjacente ao do seu senhor, supostamente velando pelo seu sono.
Tendo adoecido, aparentemente com uma hemiplegia, regressa a Lisboa em 1650. No ano seguinte, a 4 de maio de 1651, acontece o inevitável: Lucas Leite Pereira, que tinha sido seu pajem, apresenta nova queixa à Inquisição, a qual, perante o escândalo público, se vê obrigada a iniciar um processo contra o poderoso conde.
Recebida a queixa de sodomia no dia 5 de maio de 1651, no dia 9 seguinte reuniu o Conselho Geral do Santo Ofício para deliberar sobre a matéria, já que o acusado estava entre os aristocratas mais poderosos. Face à gravidade da acusação, o Conselho resolveu mandar prender o acusado, não sem antes dar disso parte a el-rei. O rei, informado da matéria pelo próprio Inquisidor Geral, e certamente conhecedor dos rumores que há muito circulavam, encarregou o conde de Cantanhede, primo do acusado, de o avisar e de o aconselhar e ajudar a abandonar quanto antes o Reino.
O conde mandou preparar um navio, mas, aparentemente iludido sobre a gravidade da situação, não se embarcou de imediato por estar doente, antes enviando um pedido ao Santo Ofício para confessar na sua residência. Tal seria possível se aquela fosse a primeira acusação. Contudo, talvez sem o conhecimento do conde, já existiam acusações semelhantes desde antes de 1620, pelo que o pedido foi recusado.
Perante a recusa de receber a confissão, o embarque do conde foi aprazado para a noite de 26 de maio, tendo como destino a França. Contudo, depois de toda a demora, a 25 de maio foi preso em sua casa e conduzido aos cárceres do Santo Ofício. O rei ainda tentou interferir, pedindo a sua transferência para uma das torres reais, mas a Inquisição recusou, alegando que tal violava os seus breves e leis.
À acusação feita a 5 de Maio juntaram-se mais cinco, que haviam permanecido secretas nos arquivos do Santo Ofício. O processo foi sendo meticulosamente organizado, e as testemunhas foram sendo ouvidas, confirmando as práticas homossexuais do conde. Entre os inquiridos estão vários pajens, que admitem ter mantido relacionamento sexual com o conde, descrevendo minuciosamente as práticas, e o próprio filho que admite uma relação incestuosa. O conde confessou, confirmando todos os casos e incluindo muitos outros. Pelos autos, com cópia conservada na Biblioteca Pública e Arquivo Regional de Ponta Delgada, vê-se que o conde tinha mantido relacionamento sexual com freiras de vários conventos de Ponta Delgada, Vila Franca do Campo e Ribeira Grande, para além de um grande número de jovens, incluindo o filho e uma filha.
Face às provas e à confissão, o conde é condenado por sodomia, sendo a sentença lida a 20 de dezembro de 1652. A pena foi o cárcere perpétuo e a perda para a coroa dos bens, incluindo a capitania das ilhas.
A esposa e os seus influentes parentes tentaram a comutação da pena, tendo apenas conseguido que o encarceramento fosse num convento e não nos cárceres do Santo Ofício. Foi escolhido o convento do Cabo de São Vicente, dos frades capuchos, para onde o conde foi transferido em 1658. Embora com a saúde arruinada, ali conseguiu sobreviver miseravelmente 14 anos, morrendo a 30 de abril de 1672.
O processo da Inquisição é muito explícito quanto às práticas sexuais do acusado, documentando assim a forma como a homossexualidade e a bissexualidade eram praticadas e vistas no século XVII.